# Eastbourne International 2022
Eastbourne International 2022 (còn được biết đến với Rothesay International Eastbourne vì lý do tài trợ) là một giải quần vợt nam và nữ thi đấu trên mặt sân cỏ ngoài trời. Đây là lần thứ 47 (nữ) và lần thứ 11 (nam) giải đấu được tổ chức. Giải đấu là một phần của WTA 500 trong WTA Tour 2022 và ATP Tour 250 trong ATP Tour 2022. Giải đấu diễn ra tại Devonshire Park Lawn Tennis Club ở Eastbourne, Vương quốc Liên hiệp Anh và Bắc Ireland từ ngày 19 đến ngày 25 tháng 6 năm 2022.

## Điểm và tiền thưởng

### Phân phối điểm
| Sự kiện | VĐ  | CK  | BK  | TK  | Vòng 1/16 | Vòng 1/32 | Q   | Q2  | Q1  |
| Đơn nam | 250 | 150 | 90  | 45  | 20        | 0         | 12  | 6   | 0   |
| Đơn nữ  | 470 | 305 | 185 | 100 | 55        | 1         |     |     |     |
| Đôi nam | 250 | 150 | 90  | 45  | 0         | N/A       | N/A | N/A | N/A |
| Đôi nữ  |     |     |     |     |           |           |     |     |     |

### Tiền thưởng
| Sự kiện  | VĐ       | CK      | BK      | TK      | Round of 16 | Round of 32 | Q2     | Q1     |
| Đơn nam  | €53,680  | €38,485 | €27,400 | €18,265 | €11,740     | €7,065      | €3,450 | €1,795 |
| Đơn nữ   | $116,340 | $71,960 | $36,200 | $17,775 |             |             |        |        |
| Đôi nam* | €20,050  | €14,350 | €9,460  | €6,145  | €3,600      | —           | —      | —      |
| Đôi nữ*  |          |         |         |         |             |             |        |        |

*mỗi đội

## Nội dung đơn ATP

### Hạt giống
| Quốc gia | Tay vợt           | Xếp hạng1 | Hạt giống |
| -------- | ----------------- | --------- | --------- |
| GBR      | Cameron Norrie    | 11        | 1         |
| ITA      | Jannik Sinner     | 13        | 2         |
| USA      | Taylor Fritz      | 14        | 3         |
| ARG      | Diego Schwartzman | 16        | 4         |
| USA      | Reilly Opelka     | 18        | 5         |
| AUS      | Alex de Minaur    | 21        | 6         |
| USA      | Frances Tiafoe    | 27        | 7         |
| DEN      | Holger Rune       | 28        | 8         |

- 1 Bảng xếp hạng vào ngày 13 tháng 6 năm 2022.

### Vận động viên khác
Đặc cách:
- Jay Clarke
- Jack Draper
- Ryan Peniston

Vượt qua vòng loại:
- James Duckworth
- John Millman
- Thiago Monteiro
- Brandon Nakashima

### Rút lui
Trước giải đấu
- Marin Čilić → thay thế bởi  Ugo Humbert
- Gaël Monfils → thay thế bởi  Francisco Cerúndolo

## Nội dung đôi ATP

### Hạt giống
| Quốc gia | Tay vợt              | Quốc gia | Tay vợt         | Xếp hạng1 | Hạt giống |
| -------- | -------------------- | -------- | --------------- | --------- | --------- |
| CRO      | Nikola Mektić        | CRO      | Mate Pavić      | 9         | 1         |
| COL      | Juan Sebastián Cabal | COL      | Robert Farah    | 24        | 2         |
| AUS      | John Peers           | SVK      | Filip Polášek   | 31        | 3         |
| CRO      | Ivan Dodig           | USA      | Austin Krajicek | 39        | 4         |

- 1 Bảng xếp hạng vào ngày 13 tháng 6 năm 2022.

### Vận động viên khác
Đặc cách:
- Julian Cash /  Henry Patten
- Jonny O'Mara /  Ken Skupski

### Rút lui
Trước giải đấu
- Simone Bolelli /  Fabio Fognini → thay thế bởi  Maxime Cressy /  Ugo Humbert
- Wesley Koolhof /  Neal Skupski → thay thế bởi  Matwé Middelkoop /  Luke Saville
- Tim Pütz /  Michael Venus → thay thế bởi  Aleksandr Nedovyesov /  Aisam-ul-Haq Qureshi
- Rajeev Ram /  Joe Salisbury → thay thế bởi  André Göransson /  Ben McLachlan

## Nội dung đơn WTA

### Hạt giống
| Quốc gia | Tay vợt             | Xếp hạng1 | Hạt giống |
| -------- | ------------------- | --------- | --------- |
| ESP      | Paula Badosa        | 3         | 1         |
| TUN      | Ons Jabeur          | 4         | 2         |
| GRE      | Maria Sakkari       | 6         | 3         |
| CZE      | Karolína Plíšková   | 7         | 4         |
| ESP      | Garbiñe Muguruza    | 10        | 5         |
| USA      | Coco Gauff          | 13        | 6         |
| CZE      | Barbora Krejčíková  | 14        | 7         |
| LAT      | Jeļena Ostapenko    | 16        | 8         |
| KAZ      | Elena Rybakina      | 21        | 9         |
| SUI      | Jil Teichmann       | 22        | 10        |
| USA      | Madison Keys        | 23        | 11        |
| ITA      | Camila Giorgi       | 25        | 12        |
| BEL      | Elise Mertens       | 30        | 13        |
| CZE      | Petra Kvitová       | 31        | 14        |
| BRA      | Beatriz Haddad Maia | 32        | 15        |
| KAZ      | Yulia Putintseva    | 33        | 16        |
| USA      | Alison Riske        | 35        | 17        |

- 1 Bảng xếp hạng vào ngày 13 tháng 6 năm 2022. [3]

### Vận động viên khác
Đặc cách:
- Katie Boulter
- Jodie Burrage
- Harriet Dart

Vượt qua vòng loại:
- Kirsten Flipkens
- Aleksandra Krunić
- Lesia Tsurenko
- Donna Vekić

Thua cuộc may mắn:
- Rebecca Marino
- Viktoriya Tomova
- Heather Watson

### Rút lui
Trước giải đấu
- Danielle Collins → thay thế bởi  Zheng Qinwen
- Leylah Fernandez → thay thế bởi  Marta Kostyuk
- Coco Gauff → thay thế bởi  Heather Watson
- Sofia Kenin → thay thế bởi  Magdalena Fręch
- Anett Kontaveit → thay thế bởi  Dayana Yastremska
- Ons Jabeur → thay thế bởi  Viktoriya Tomova
- Jessica Pegula → thay thế bởi  Camila Osorio
- Mayar Sherif → thay thế bởi  Marie Bouzková
- Clara Tauson → thay thế bởi  Panna Udvardy
- Markéta Vondroušová → thay thế bởi  Maryna Zanevska
- Zhang Shuai → thay thế bởi  Rebecca Marino

## Nội dung đôi WTA

### Hạt giống
| Quốc gia | Tay vợt                  | Quốc gia | Tay vợt        | Xếp hạng1 | Hạt giống |
| -------- | ------------------------ | -------- | -------------- | --------- | --------- |
| CZE      | Barbora Krejčíková       | JPN      | Ena Shibahara  | 15        | 1         |
| CAN      | Gabriela Dabrowski       | MEX      | Giuliana Olmos | 20        | 2         |
| USA      | Nicole Melichar-Martinez | CHN      | Zhang Shuai    | 33        | 3         |
| CZE      | Lucie Hradecká           | IND      | Sania Mirza    | 42        | 4         |

- 1 Bảng xếp hạng vào ngày 13 tháng 6 năm 2022.

### Vận động viên khác
Đặc cách:
- Harriet Dart /  Heather Watson
- Ons Jabeur /  Serena Williams

### Rút lui
Trước giải đấu
- Desirae Krawczyk /  Demi Schuurs → thay thế bởi  Desirae Krawczyk /  Monica Niculescu

## Nhà vô địch

### Đơn nam
- Taylor Fritz đánh bại  Maxime Cressy, 6–2, 6–7(4–7), 7–6(7–4)

### Đơn nữ
- Petra Kvitová đánh bại  Jeļena Ostapenko 6–3, 6–2

### Đôi nam
- Nikola Mektić /  Mate Pavić đánh bại  Matwé Middelkoop /  Luke Saville, 6–4, 6–2

### Đôi nữ
- Aleksandra Krunić /  Magda Linette đánh bại  Lyudmyla Kichenok /  Jeļena Ostapenko, bỏ cuộc trước trận đấu